# Анджела Педурару
Анджела Педурару (рум. Angela Păduraru; 6 червня 1938, Немцень — 26 липня 1995, Кишинів) — молдовська співачка популярної музики, заслужена артистка Молдавської РСР (1976).
Анджела Педурару була однією з найвідоміших перекладачів 1960-х і 1970-х років у Радянській Молдові та була однією з перших авторських перекладачів романсів. У золотому фонді Радіотелебачення вона залишила понад 200 пісень. У 1961-1962 рр. співала в хоровій капелі «Дойна», потім в 1962-1963 рр. була солісткою різних ансамблів Кишинівської філармонії, солісткою оркестру народної музики «Фольклор» Кишинівського радіо і телебачення (1971-1984) та хористкою хорової капели цього ж закладу.
Анджела Педурару похована на Центральному (Вірменському) кладовищі Кишинева. В її пам'ять названа вулиця в районі Буюкань Кишинева, встановлено бюст виконавиці в її рідному селі, а з 2010 року щорічно проводиться фестиваль-конкурс «Angela Păduraru».
У 2013 році Пошта Молдови випустила марку до 75-річчя від дня народження співачки.

## Окремі твори
- «Trandafiri și doi bujori»,
- «Dor mi-i puiule de tine»,
- «Ora despărțirii»,
- «Mierlița când e bolnavă»,
- «Te văzui neicuță-n poartă»,
- «Are mama opt feciori»,
- «Mamă eu te las cu drag»,
- «Pasăre cu pene lungi»,
- «Dacă vântul te alină»,
- «Zi-i bade, cu fluierul»,
- «Vale, vale și iar vale» ș.a.